# Kolomyja
Kolomyja (Oekraïens: Коломия; Pools: Kołomyja; Russisch: Коломыя; Duits: Kolomea; Roemeens: Colomeea) is een plaats in Oekraïne (oblast Ivano-Frankivsk) en telt 61.448 inwoners. De plaats ligt aan de linkeroever van de Proet.